# Eleições europeias de 2009 em Guimarães

## Resultados Oficiais
| Partido                 | Partido                        | Votos   | %               | +/-   |
| ----------------------- | ------------------------------ | ------- | --------------- | ----- |
|                         | Partido Socialista             | 20 014  | 33,44 / 100,00  | 17,68 |
|                         | Partido Social Democrata       | 16 584  | 27,71 / 100,00  | -     |
|                         | Coligação Democrática Unitária | 6 080   | 10,16 / 100,00  | 2,27  |
|                         | Partido Popular                | 5 856   | 9,78 / 100,00   | -     |
|                         | Bloco de Esquerda              | 5 490   | 9,17 / 100,00   | 6,15  |
|                         | PCTP/MRPP                      | 893     | 1,49 / 100,00   | 0,27  |
|                         | Movimento Esperança Portugal   | 653     | 1,09 / 100,00   | Novo  |
|                         | Outros                         | 1 178   | 1,98 / 100,00   |       |
| Votos Inválidos         | Votos Inválidos                | 3 101   | 5,19 / 100,00   | 2,63  |
| Total                   | Total                          | 59 849  | 100,00 / 100,00 |       |
| Eleitorado/Participação | Eleitorado/Participação        | 143 233 | 41,78 / 100,00  | 2,19  |
| Fonte                   | Fonte                          | [ 1 ]   | [ 1 ]           | [ 1 ] |

## Resultados por Freguesia
Os resultados seguintes referem-se aos partidos que obtiveram mais de 1,00% dos votos:
| Freguesia                       | %     | %     | %     | %     | %     | %    | %    | Votantes |
| Freguesia                       | PS    | PSD   | CDU   | PP    | BE    | PCTP | MEP  | Votantes |
| ------------------------------- | ----- | ----- | ----- | ----- | ----- | ---- | ---- | -------- |
| Abação São Tomé                 | 28,55 | 36,90 | 7,43  | 11,73 | 6,65  | 0,65 | 1,43 | 767      |
| Airão Santa Maria               | 31,36 | 31,48 | 6,82  | 16,02 | 6,70  | 1,36 | 0,45 | 880      |
| Airão São João Batista          | 27,66 | 35,70 | 4,49  | 17,73 | 4,73  | 0,71 | 0,71 | 423      |
| Aldão                           | 27,87 | 30,81 | 8,56  | 11,49 | 10,76 | 0,49 | 1,71 | 409      |
| Arosa                           | 38,10 | 35,12 | 5,36  | 5,95  | 7,74  | 1,79 | 0    | 168      |
| Atães                           | 34,00 | 30,60 | 5,60  | 10,40 | 5,00  | 2,40 | 1,40 | 500      |
| Azurém                          | 29,47 | 25,16 | 9,61  | 12,64 | 12,98 | 1,39 | 1,46 | 3 227    |
| Balazar                         | 37,58 | 30,30 | 8,48  | 5,45  | 7,88  | 1,21 | 1,21 | 165      |
| Barco                           | 24,84 | 42,92 | 5,45  | 10,68 | 4,58  | 1,31 | 1,31 | 459      |
| Briteiros Salvador              | 30,42 | 40,21 | 16,93 | 3,17  | 3,17  | 1,59 | 0,53 | 378      |
| Briteiros Santa Leocádia        | 19,27 | 41,86 | 16,61 | 11,30 | 5,32  | 1,00 | 0,33 | 301      |
| Briteiros Santo Estêvão         | 27,07 | 41,35 | 7,02  | 9,27  | 3,76  | 2,26 | 0,75 | 399      |
| Brito                           | 34,00 | 27,63 | 13,03 | 9,00  | 8,05  | 1,62 | 0,78 | 1 788    |
| Caldelas                        | 29,91 | 32,00 | 8,99  | 9,85  | 9,12  | 1,04 | 1,09 | 2 203    |
| Calvos                          | 44,35 | 28,45 | 5,02  | 9,21  | 5,02  | 1,67 | 0,84 | 239      |
| Candoso Santiago                | 38,49 | 22,43 | 9,26  | 8,25  | 11,29 | 1,59 | 0,87 | 691      |
| Candoso São Martinho            | 38,68 | 19,03 | 16,04 | 5,82  | 9,75  | 2,20 | 0,79 | 636      |
| Castelões                       | 18,75 | 42,36 | 3,47  | 11,11 | 9,03  | 4,86 | 1,39 | 144      |
| Conde                           | 42,78 | 11,09 | 11,97 | 6,34  | 14,26 | 1,58 | 1,41 | 568      |
| Corvite                         | 44,24 | 19,33 | 6,32  | 8,55  | 7,06  | 2,23 | 1,12 | 269      |
| Costa                           | 29,64 | 26,75 | 7,31  | 13,25 | 12,05 | 0,96 | 1,20 | 1 245    |
| Creixomil                       | 29,55 | 27,62 | 12,16 | 10,72 | 10,12 | 1,12 | 1,29 | 3 479    |
| Donim                           | 28,19 | 39,60 | 6,38  | 9,40  | 5,03  | 0,67 | 1,68 | 298      |
| Fermentões                      | 39,94 | 21,41 | 8,47  | 8,53  | 10,45 | 1,86 | 1,24 | 1 770    |
| Figueiredo                      | 21,99 | 44,50 | 1,05  | 18,32 | 4,71  | 1,57 | 0,52 | 191      |
| Gandarela                       | 29,32 | 16,03 | 31,22 | 5,49  | 6,12  | 4,22 | 0,84 | 474      |
| Gémeos                          | 28,73 | 33,15 | 5,52  | 16,02 | 4,97  | 1,66 | 2,21 | 181      |
| Gominhães                       | 36,79 | 27,98 | 7,77  | 10,88 | 6,22  | 3,63 | 0    | 193      |
| Gonça                           | 34,36 | 32,68 | 4,75  | 11,17 | 6,98  | 0,56 | 0,56 | 358      |
| Gondar                          | 33,68 | 18,59 | 22,71 | 4,97  | 11,31 | 2,23 | 0,43 | 1 167    |
| Gondomar                        | 39,81 | 36,57 | 3,70  | 6,02  | 6,02  | 0,93 | 0    | 216      |
| Guardizela                      | 38,63 | 25,76 | 13,21 | 5,26  | 8,17  | 1,46 | 1,01 | 893      |
| Guimarães - Oliveira do Castelo | 25,81 | 33,52 | 7,46  | 13,41 | 10,69 | 1,14 | 1,77 | 1 581    |
| Guimarães - São Paio            | 27,05 | 32,01 | 10,54 | 11,41 | 11,74 | 1,74 | 1,14 | 1 490    |
| Guimarães - São Sebastião       | 21,78 | 36,69 | 7,55  | 15,68 | 10,55 | 2,03 | 1,26 | 1 033    |
| Infantas                        | 38,61 | 25,91 | 6,77  | 8,58  | 7,76  | 1,49 | 2,48 | 606      |
| Leitões                         | 23,72 | 31,75 | 5,84  | 24,09 | 6,93  | 1,09 | 0,36 | 274      |
| Longos                          | 30,41 | 42,45 | 9,39  | 7,14  | 3,88  | 1,22 | 1,84 | 490      |
| Lordelo                         | 41,91 | 27,04 | 7,47  | 7,04  | 7,72  | 1,54 | 1,30 | 1 620    |
| Mascotelos                      | 32,79 | 24,28 | 11,59 | 7,25  | 11,96 | 2,17 | 0,54 | 552      |
| Mesão Frio                      | 26,20 | 31,79 | 8,29  | 12,01 | 11,95 | 1,03 | 0,90 | 1 557    |
| Moreira de Cónegos              | 44,77 | 18,36 | 15,26 | 5,37  | 8,26  | 1,10 | 0,89 | 1 901    |
| Nespereira                      | 40,20 | 23,96 | 8,63  | 6,80  | 9,95  | 2,23 | 0,30 | 985      |
| Oleiros                         | 23,27 | 38,37 | 1,22  | 27,76 | 3,67  | 0    | 0,41 | 245      |
| Pencelo                         | 36,03 | 20,96 | 13,97 | 11,14 | 8,30  | 1,09 | 2,18 | 458      |
| Pinheiro                        | 43,74 | 20,68 | 8,35  | 9,15  | 5,96  | 1,39 | 1,19 | 503      |
| Polvoreira                      | 49,46 | 21,22 | 6,33  | 6,14  | 8,17  | 1,77 | 1,01 | 1 579    |
| Ponte                           | 35,19 | 22,50 | 12,48 | 7,97  | 10,12 | 2,20 | 1,42 | 1 907    |
| Prazins Santa Eufémia           | 33,49 | 30,40 | 9,03  | 8,79  | 6,41  | 1,19 | 0,95 | 421      |
| Prazins Santo Tirso             | 24,51 | 33,01 | 8,50  | 11,44 | 6,86  | 1,96 | 0,98 | 306      |
| Rendufe                         | 37,10 | 22,04 | 11,29 | 7,53  | 9,14  | 2,15 | 0    | 186      |
| Ronfe                           | 30,88 | 29,42 | 8,51  | 11,88 | 10,22 | 1,66 | 0,67 | 1 927    |
| Sande São Clemente              | 31,82 | 34,33 | 7,68  | 12,07 | 5,80  | 1,25 | 0,94 | 638      |
| Sande São Lourenço              | 31,35 | 46,49 | 4,59  | 6,22  | 4,05  | 0,54 | 0    | 370      |
| Sande São Martinho              | 29,95 | 37,54 | 6,54  | 8,25  | 5,59  | 2,75 | 1,14 | 1 055    |
| Sande Vila Nova                 | 33,16 | 30,44 | 9,07  | 12,95 | 7,25  | 0,78 | 0,65 | 772      |
| São Faustino                    | 35,48 | 32,84 | 6,16  | 9,68  | 6,74  | 1,47 | 1,47 | 341      |
| São Torcato                     | 37,10 | 28,36 | 7,37  | 7,11  | 8,40  | 1,37 | 1,80 | 1 167    |
| Selho São Cristóvão             | 35,45 | 22,77 | 16,84 | 5,72  | 11,33 | 0,42 | 1,04 | 962      |
| Selho São Jorge                 | 32,32 | 21,10 | 17,38 | 7,93  | 11,69 | 1,81 | 0,76 | 2 370    |
| Selho São Lourenço              | 41,72 | 21,51 | 9,45  | 7,41  | 8,58  | 2,62 | 1,02 | 688      |
| Serzedelo                       | 38,28 | 16,29 | 16,98 | 6,60  | 11,89 | 1,86 | 0,96 | 1 455    |
| Serzedo                         | 40,94 | 34,12 | 5,33  | 10,02 | 3,20  | 0,85 | 0,21 | 469      |
| Silvares                        | 34,36 | 27,47 | 11,30 | 10,11 | 7,73  | 1,78 | 0,83 | 841      |
| Souto Santa Maria               | 38,95 | 31,46 | 5,99  | 8,61  | 4,12  | 1,12 | 1,12 | 267      |
| Souto São Salvador              | 25,17 | 40,34 | 5,17  | 10,69 | 6,21  | 1,72 | 3,10 | 290      |
| Tabuadelo                       | 37,78 | 31,33 | 6,45  | 7,65  | 8,70  | 1,50 | 0,90 | 667      |
| Urgezes                         | 32,91 | 28,04 | 7,07  | 11,66 | 10,42 | 0,92 | 1,15 | 2 179    |
| Vermil                          | 22,17 | 38,67 | 4,69  | 18,93 | 5,99  | 0,81 | 1,13 | 618      |
| Guimarães                       | 33,44 | 27,71 | 10,16 | 9,78  | 9,17  | 1,49 | 1,09 | 59 849   |

#### Abação São Tomé
| Partido                 | Partido                        | Votos | %               | +/-   |
| ----------------------- | ------------------------------ | ----- | --------------- | ----- |
|                         | Partido Social Democrata       | 283   | 36,90 / 100,00  | -     |
|                         | Partido Socialista             | 219   | 28,55 / 100,00  | 17,52 |
|                         | Partido Popular                | 90    | 11,73 / 100,00  | -     |
|                         | Coligação Democrática Unitária | 57    | 7,43 / 100,00   | 3,82  |
|                         | Bloco de Esquerda              | 51    | 6,65 / 100,00   | 5,50  |
|                         | Movimento Esperança Portugal   | 11    | 1,43 / 100,00   | Novo  |
|                         | Partido da Terra               | 8     | 1,04 / 100,00   | 0,55  |
|                         | Outros                         | 14    | 1,82 / 100,00   |       |
| Votos Inválidos         | Votos Inválidos                | 34    | 4,43 / 100,00   | 1,81  |
| Total                   | Total                          | 767   | 100,00 / 100,00 |       |
| Eleitorado/Participação | Eleitorado/Participação        | 1 891 | 40,56 / 100,00  | 4,57  |

#### Airão Santa Maria
| Partido                 | Partido                        | Votos | %               | +/-   |
| ----------------------- | ------------------------------ | ----- | --------------- | ----- |
|                         | Partido Social Democrata       | 277   | 31,48 / 100,00  | -     |
|                         | Partido Socialista             | 276   | 31,36 / 100,00  | 19,59 |
|                         | Partido Popular                | 141   | 16,02 / 100,00  | -     |
|                         | Coligação Democrática Unitária | 60    | 6,82 / 100,00   | 2,15  |
|                         | Bloco de Esquerda              | 59    | 6,70 / 100,00   | 3,93  |
|                         | PCTP/MRPP                      | 12    | 1,36 / 100,00   | 0,10  |
|                         | Outros                         | 14    | 1,58 / 100,00   |       |
| Votos Inválidos         | Votos Inválidos                | 41    | 4,66 / 100,00   | 2,90  |
| Total                   | Total                          | 880   | 100,00 / 100,00 |       |
| Eleitorado/Participação | Eleitorado/Participação        | 1 668 | 52,76 / 100,00  | 3,07  |

#### Airão São João Baptista
| Partido                 | Partido                        | Votos | %               | +/-   |
| ----------------------- | ------------------------------ | ----- | --------------- | ----- |
|                         | Partido Social Democrata       | 151   | 35,70 / 100,00  | -     |
|                         | Partido Socialista             | 117   | 27,66 / 100,00  | 17,25 |
|                         | Partido Popular                | 75    | 17,73 / 100,00  | -     |
|                         | Bloco de Esquerda              | 20    | 4,73 / 100,00   | 3,53  |
|                         | Coligação Democrática Unitária | 19    | 4,49 / 100,00   | 1,80  |
|                         | Outros                         | 10    | 2,37 / 100,00   |       |
| Votos Inválidos         | Votos Inválidos                | 31    | 7,33 / 100,00   | 5,23  |
| Total                   | Total                          | 423   | 100,00 / 100,00 |       |
| Eleitorado/Participação | Eleitorado/Participação        | 802   | 52,74 / 100,00  | 8,38  |

#### Aldão
| Partido                 | Partido                        | Votos | %               | +/-   |
| ----------------------- | ------------------------------ | ----- | --------------- | ----- |
|                         | Partido Social Democrata       | 126   | 30,81 / 100,00  | -     |
|                         | Partido Socialista             | 114   | 27,87 / 100,00  | 26,50 |
|                         | Partido Popular                | 47    | 11,49 / 100,00  | -     |
|                         | Bloco de Esquerda              | 44    | 10,76 / 100,00  | 8,78  |
|                         | Coligação Democrática Unitária | 35    | 8,56 / 100,00   | 5,78  |
|                         | Movimento Esperança Portugal   | 7     | 1,71 / 100,00   | Novo  |
|                         | Partido da Terra               | 6     | 1,47 / 100,00   | 1,47  |
|                         | Outros                         | 8     | 1,94 / 100,00   |       |
| Votos Inválidos         | Votos Inválidos                | 22    | 5,38 / 100,00   | 0,57  |
| Total                   | Total                          | 409   | 100,00 / 100,00 |       |
| Eleitorado/Participação | Eleitorado/Participação        | 1 055 | 38,77 / 100,00  | 7,15  |

#### Arosa
| Partido                 | Partido                                | Votos | %               | +/-   |
| ----------------------- | -------------------------------------- | ----- | --------------- | ----- |
|                         | Partido Socialista                     | 64    | 38,10 / 100,00  | 16,74 |
|                         | Partido Social Democrata               | 59    | 35,12 / 100,00  | -     |
|                         | Bloco de Esquerda                      | 13    | 7,74 / 100,00   | 2,67  |
|                         | Partido Popular                        | 10    | 5,95 / 100,00   | -     |
|                         | Coligação Democrática Unitária         | 9     | 5,36 / 100,00   | 0,75  |
|                         | PCTP/MRPP                              | 3     | 1,79 / 100,00   | 0,05  |
|                         | Partido Operário de Unidade Socialista | 3     | 1,79 / 100,00   | 1,33  |
|                         | Outros                                 | 1     | 0,60 / 100,00   |       |
| Votos Inválidos         | Votos Inválidos                        | 6     | 3,57 / 100,00   | 0,57  |
| Total                   | Total                                  | 168   | 100,00 / 100,00 |       |
| Eleitorado/Participação | Eleitorado/Participação                | 580   | 28,97 / 100,00  | 9,37  |

#### Atães
| Partido                 | Partido                        | Votos | %               | +/-   |
| ----------------------- | ------------------------------ | ----- | --------------- | ----- |
|                         | Partido Socialista             | 170   | 34,00 / 100,00  | 22,84 |
|                         | Partido Social Democrata       | 153   | 30,60 / 100,00  | -     |
|                         | Partido Popular                | 52    | 10,40 / 100,00  | -     |
|                         | Coligação Democrática Unitária | 28    | 5,60 / 100,00   | 1,65  |
|                         | Bloco de Esquerda              | 25    | 5,00 / 100,00   | 4,09  |
|                         | PCTP/MRPP                      | 12    | 2,40 / 100,00   | 1,79  |
|                         | Movimento Esperança Portugal   | 7     | 1,40 / 100,00   | Novo  |
|                         | Movimento Mérito e Sociedade   | 5     | 1,00 / 100,00   | Novo  |
|                         | Outros                         | 13    | 2,60 / 100,00   |       |
| Votos Inválidos         | Votos Inválidos                | 35    | 7,00 / 100,00   | 3,05  |
| Total                   | Total                          | 500   | 100,00 / 100,00 |       |
| Eleitorado/Participação | Eleitorado/Participação        | 1 522 | 32,85 / 100,00  | 8,00  |

#### Azurém
| Partido                 | Partido                        | Votos | %               | +/-   |
| ----------------------- | ------------------------------ | ----- | --------------- | ----- |
|                         | Partido Socialista             | 951   | 29,47 / 100,00  | 19,53 |
|                         | Partido Social Democrata       | 812   | 25,16 / 100,00  | -     |
|                         | Bloco de Esquerda              | 419   | 12,98 / 100,00  | 8,07  |
|                         | Partido Popular                | 408   | 12,64 / 100,00  | -     |
|                         | Coligação Democrática Unitária | 310   | 9,61 / 100,00   | 1,51  |
|                         | Movimento Esperança Portugal   | 47    | 1,46 / 100,00   | Novo  |
|                         | PCTP/MRPP                      | 45    | 1,39 / 100,00   | 0,21  |
|                         | Outros                         | 75    | 2,32 / 100,00   |       |
| Votos Inválidos         | Votos Inválidos                | 160   | 4,96 / 100,00   | 2,20  |
| Total                   | Total                          | 3 227 | 100,00 / 100,00 |       |
| Eleitorado/Participação | Eleitorado/Participação        | 7 680 | 42,02 / 100,00  | 2,81  |

#### Balazar
| Partido                 | Partido                                | Votos | %               | +/-   |
| ----------------------- | -------------------------------------- | ----- | --------------- | ----- |
|                         | Partido Socialista                     | 62    | 37,58 / 100,00  | 14,89 |
|                         | Partido Social Democrata               | 50    | 30,30 / 100,00  | -     |
|                         | Coligação Democrática Unitária         | 14    | 8,48 / 100,00   | 3,54  |
|                         | Bloco de Esquerda                      | 13    | 7,88 / 100,00   | 4,18  |
|                         | Partido Popular                        | 9     | 5,45 / 100,00   | -     |
|                         | Movimento Esperança Portugal           | 2     | 1,21 / 100,00   | Novo  |
|                         | PCTP/MRPP                              | 2     | 1,21 / 100,00   | 1,88  |
|                         | Partido da Terra                       | 2     | 1,21 / 100,00   | 0,74  |
|                         | Partido Operário de Unidade Socialista | 2     | 1,21 / 100,00   | 0,02  |
|                         | Outros                                 | 0     | 0,00 / 100,00   |       |
| Votos Inválidos         | Votos Inválidos                        | 9     | 5,46 / 100,00   | 3,00  |
| Total                   | Total                                  | 165   | 100,00 / 100,00 |       |
| Eleitorado/Participação | Eleitorado/Participação                | 541   | 30,50 / 100,00  | 2,10  |

#### Barco
| Partido                 | Partido                        | Votos | %               | +/-  |
| ----------------------- | ------------------------------ | ----- | --------------- | ---- |
|                         | Partido Social Democrata       | 197   | 42,92 / 100,00  | -    |
|                         | Partido Socialista             | 114   | 24,84 / 100,00  | 9,55 |
|                         | Partido Popular                | 49    | 10,68 / 100,00  | -    |
|                         | Coligação Democrática Unitária | 25    | 5,45 / 100,00   | 2,54 |
|                         | Bloco de Esquerda              | 21    | 4,58 / 100,00   | 3,52 |
|                         | Movimento Esperança Portugal   | 6     | 1,31 / 100,00   | Novo |
|                         | PCTP/MRPP                      | 6     | 1,31 / 100,00   | 1,05 |
|                         | Outros                         | 7     | 1,53 / 100,00   |      |
| Votos Inválidos         | Votos Inválidos                | 34    | 7,40 / 100,00   | 5,02 |
| Total                   | Total                          | 459   | 100,00 / 100,00 |      |
| Eleitorado/Participação | Eleitorado/Participação        | 1 285 | 35,72 / 100,00  | 0,25 |

#### Briteiros Salvador
| Partido                 | Partido                        | Votos | %               | +/-  |
| ----------------------- | ------------------------------ | ----- | --------------- | ---- |
|                         | Partido Social Democrata       | 152   | 40,21 / 100,00  | -    |
|                         | Partido Socialista             | 115   | 30,42 / 100,00  | 8,97 |
|                         | Coligação Democrática Unitária | 64    | 16,93 / 100,00  | 2,30 |
|                         | Bloco de Esquerda              | 12    | 3,17 / 100,00   | 0,97 |
|                         | Partido Popular                | 12    | 3,17 / 100,00   | -    |
|                         | PCTP/MRPP                      | 6     | 1,59 / 100,00   | 0,06 |
|                         | Outros                         | 7     | 1,84 / 100,00   |      |
| Votos Inválidos         | Votos Inválidos                | 10    | 2,65 / 100,00   | 1,26 |
| Total                   | Total                          | 378   | 100,00 / 100,00 |      |
| Eleitorado/Participação | Eleitorado/Participação        | 1 171 | 32,28 / 100,00  | 3,17 |

#### Briteiros Santa Leocádia
| Partido                 | Partido                        | Votos | %               | +/-   |
| ----------------------- | ------------------------------ | ----- | --------------- | ----- |
|                         | Partido Social Democrata       | 126   | 41,86 / 100,00  | -     |
|                         | Partido Socialista             | 58    | 19,27 / 100,00  | 13,41 |
|                         | Coligação Democrática Unitária | 50    | 16,61 / 100,00  | 8,05  |
|                         | Partido Popular                | 34    | 11,30 / 100,00  | -     |
|                         | Bloco de Esquerda              | 16    | 5,32 / 100,00   | 4,54  |
|                         | PCTP/MRPP                      | 3     | 1,00 / 100,00   | 0,17  |
|                         | Movimento Mérito e Sociedade   | 3     | 1,00 / 100,00   | Novo  |
|                         | Outros                         | 4     | 1,32 / 100,00   |       |
| Votos Inválidos         | Votos Inválidos                | 7     | 2,33 / 100,00   | 1,17  |
| Total                   | Total                          | 301   | 100,00 / 100,00 |       |
| Eleitorado/Participação | Eleitorado/Participação        | 763   | 39,45 / 100,00  | 1,77  |

#### Briteiros São Estêvão
| Partido                 | Partido                        | Votos | %               | +/-   |
| ----------------------- | ------------------------------ | ----- | --------------- | ----- |
|                         | Partido Social Democrata       | 165   | 41,35 / 100,00  | -     |
|                         | Partido Socialista             | 108   | 27,07 / 100,00  | 13,24 |
|                         | Partido Popular                | 37    | 9,27 / 100,00   | -     |
|                         | Coligação Democrática Unitária | 28    | 7,02 / 100,00   | 1,32  |
|                         | Bloco de Esquerda              | 15    | 3,76 / 100,00   | 2,51  |
|                         | PCTP/MRPP                      | 9     | 2,26 / 100,00   | 1,01  |
|                         | Movimento Mérito e Sociedade   | 4     | 1,00 / 100,00   | Novo  |
|                         | Outros                         | 10    | 2,50 / 100,00   |       |
| Votos Inválidos         | Votos Inválidos                | 23    | 5,76 / 100,00   | 4,82  |
| Total                   | Total                          | 399   | 100,00 / 100,00 |       |
| Eleitorado/Participação | Eleitorado/Participação        | 1 253 | 31,84 / 100,00  | 0,77  |

#### Brito
| Partido                 | Partido                        | Votos | %               | +/-   |
| ----------------------- | ------------------------------ | ----- | --------------- | ----- |
|                         | Partido Socialista             | 608   | 34,00 / 100,00  | 16,91 |
|                         | Partido Social Democrata       | 494   | 27,63 / 100,00  | -     |
|                         | Coligação Democrática Unitária | 233   | 13,03 / 100,00  | 5,62  |
|                         | Partido Popular                | 161   | 9,00 / 100,00   | -     |
|                         | Bloco de Esquerda              | 144   | 8,05 / 100,00   | 5,81  |
|                         | PCTP/MRPP                      | 29    | 1,62 / 100,00   | 0,92  |
|                         | Outros                         | 37    | 2,06 / 100,00   |       |
| Votos Inválidos         | Votos Inválidos                | 82    | 4,58 / 100,00   | 1,99  |
| Total                   | Total                          | 1 788 | 100,00 / 100,00 |       |
| Eleitorado/Participação | Eleitorado/Participação        | 4 122 | 43,38 / 100,00  | 3,09  |

#### Caldelas
| Partido                 | Partido                        | Votos | %               | +/-   |
| ----------------------- | ------------------------------ | ----- | --------------- | ----- |
|                         | Partido Social Democrata       | 705   | 32,00 / 100,00  | -     |
|                         | Partido Socialista             | 659   | 29,91 / 100,00  | 17,90 |
|                         | Partido Popular                | 217   | 9,85 / 100,00   | -     |
|                         | Bloco de Esquerda              | 201   | 9,12 / 100,00   | 6,03  |
|                         | Coligação Democrática Unitária | 198   | 8,99 / 100,00   | 2,07  |
|                         | Movimento Esperança Portugal   | 24    | 1,09 / 100,00   | Novo  |
|                         | PCTP/MRPP                      | 23    | 1,04 / 100,00   | 0,28  |
|                         | Outros                         | 38    | 1,73 / 100,00   |       |
| Votos Inválidos         | Votos Inválidos                | 138   | 6,26 / 100,00   | 2,69  |
| Total                   | Total                          | 2 203 | 100,00 / 100,00 |       |
| Eleitorado/Participação | Eleitorado/Participação        | 5 457 | 40,37 / 100,00  | 0,08  |

#### Calvos
| Partido                 | Partido                                | Votos | %               | +/-   |
| ----------------------- | -------------------------------------- | ----- | --------------- | ----- |
|                         | Partido Socialista                     | 106   | 44,35 / 100,00  | 21,68 |
|                         | Partido Social Democrata               | 68    | 28,45 / 100,00  | -     |
|                         | Partido Popular                        | 22    | 9,21 / 100,00   | -     |
|                         | Bloco de Esquerda                      | 12    | 5,02 / 100,00   | 4,06  |
|                         | Coligação Democrática Unitária         | 12    | 5,02 / 100,00   | 1,67  |
|                         | PCTP/MRPP                              | 4     | 1,67 / 100,00   | 0,23  |
|                         | Partido Operário de Unidade Socialista | 4     | 1,67 / 100,00   | 0,71  |
|                         | Partido da Terra                       | 3     | 1,26 / 100,00   | 1,26  |
|                         | Outros                                 | 5     | 2,10 / 100,00   |       |
| Votos Inválidos         | Votos Inválidos                        | 3     | 1,26 / 100,00   | 1,26  |
| Total                   | Total                                  | 239   | 100,00 / 100,00 |       |
| Eleitorado/Participação | Eleitorado/Participação                | 937   | 25,51 / 100,00  | 0,29  |

#### Candoso Santiago
| Partido                 | Partido                        | Votos | %               | +/-   |
| ----------------------- | ------------------------------ | ----- | --------------- | ----- |
|                         | Partido Socialista             | 266   | 38,49 / 100,00  | 17,90 |
|                         | Partido Social Democrata       | 155   | 22,43 / 100,00  | -     |
|                         | Bloco de Esquerda              | 78    | 11,29 / 100,00  | 8,67  |
|                         | Coligação Democrática Unitária | 64    | 9,26 / 100,00   | 0,40  |
|                         | Partido Popular                | 57    | 8,25 / 100,00   | -     |
|                         | PCTP/MRPP                      | 11    | 1,59 / 100,00   | 0,23  |
|                         | Outros                         | 20    | 2,89 / 100,00   |       |
| Votos Inválidos         | Votos Inválidos                | 40    | 5,79 / 100,00   | 3,58  |
| Total                   | Total                          | 691   | 100,00 / 100,00 |       |
| Eleitorado/Participação | Eleitorado/Participação        | 1 590 | 43,46 / 100,00  | 0,27  |

#### Candoso São Martinho
| Partido                 | Partido                        | Votos | %               | +/-   |
| ----------------------- | ------------------------------ | ----- | --------------- | ----- |
|                         | Partido Socialista             | 246   | 38,68 / 100,00  | 15,25 |
|                         | Partido Social Democrata       | 121   | 19,03 / 100,00  | -     |
|                         | Coligação Democrática Unitária | 102   | 16,04 / 100,00  | 0,94  |
|                         | Bloco de Esquerda              | 62    | 9,75 / 100,00   | 5,59  |
|                         | Partido Popular                | 37    | 5,82 / 100,00   | -     |
|                         | PCTP/MRPP                      | 14    | 2,20 / 100,00   | 0,57  |
|                         | Outros                         | 15    | 2,37 / 100,00   |       |
| Votos Inválidos         | Votos Inválidos                | 39    | 6,14 / 100,00   | 3,67  |
| Total                   | Total                          | 636   | 100,00 / 100,00 |       |
| Eleitorado/Participação | Eleitorado/Participação        | 1 357 | 46,87 / 100,00  | 2,22  |

#### Castelões
| Partido                 | Partido                        | Votos | %               | +/-   |
| ----------------------- | ------------------------------ | ----- | --------------- | ----- |
|                         | Partido Social Democrata       | 61    | 42,36 / 100,00  | -     |
|                         | Partido Socialista             | 27    | 18,75 / 100,00  | 16,99 |
|                         | Partido Popular                | 16    | 11,11 / 100,00  | -     |
|                         | Bloco de Esquerda              | 13    | 9,03 / 100,00   | 6,11  |
|                         | PCTP/MRPP                      | 7     | 4,86 / 100,00   | 4,86  |
|                         | Coligação Democrática Unitária | 5     | 3,47 / 100,00   | 0,18  |
|                         | Movimento Esperança Portugal   | 2     | 1,39 / 100,00   | Novo  |
|                         | Partido Humanista              | 2     | 1,39 / 100,00   | 0,66  |
|                         | Outros                         | 3     | 2,07 / 100,00   |       |
| Votos Inválidos         | Votos Inválidos                | 8     | 5,55 / 100,00   | 1,90  |
| Total                   | Total                          | 144   | 100,00 / 100,00 |       |
| Eleitorado/Participação | Eleitorado/Participação        | 374   | 38,50 / 100,00  | 1,33  |

#### Conde
| Partido                 | Partido                        | Votos | %               | +/-   |
| ----------------------- | ------------------------------ | ----- | --------------- | ----- |
|                         | Partido Socialista             | 243   | 42,78 / 100,00  | 28,14 |
|                         | Bloco de Esquerda              | 81    | 14,26 / 100,00  | 12,57 |
|                         | Coligação Democrática Unitária | 68    | 11,97 / 100,00  | 2,03  |
|                         | Partido Social Democrata       | 63    | 11,09 / 100,00  | -     |
|                         | Partido Popular                | 36    | 6,34 / 100,00   | -     |
|                         | PCTP/MRPP                      | 9     | 1,58 / 100,00   | 0,66  |
|                         | Movimento Esperança Portugal   | 8     | 1,41 / 100,00   | Novo  |
|                         | Partido Humanista              | 8     | 1,41 / 100,00   | 1,03  |
|                         | Outros                         | 15    | 2,64 / 100,00   |       |
| Votos Inválidos         | Votos Inválidos                | 37    | 6,52 / 100,00   | 4,83  |
| Total                   | Total                          | 568   | 100,00 / 100,00 |       |
| Eleitorado/Participação | Eleitorado/Participação        | 1 216 | 46,71 / 100,00  | 2,73  |

#### Corvite
| Partido                 | Partido                        | Votos | %               |
| ----------------------- | ------------------------------ | ----- | --------------- |
|                         | Partido Socialista             | 119   | 44,24 / 100,00  |
|                         | Partido Social Democrata       | 52    | 19,33 / 100,00  |
|                         | Partido Popular                | 23    | 8,55 / 100,00   |
|                         | Bloco de Esquerda              | 19    | 7,06 / 100,00   |
|                         | Coligação Democrática Unitária | 17    | 6,32 / 100,00   |
|                         | PCTP/MRPP                      | 6     | 2,23 / 100,00   |
|                         | Movimento Esperança Portugal   | 3     | 1,12 / 100,00   |
|                         | Outros                         | 4     | 1,48 / 100,00   |
| Votos Inválidos         | Votos Inválidos                | 26    | 9,67 / 100,00   |
| Total                   | Total                          | 269   | 100,00 / 100,00 |
| Eleitorado/Participação | Eleitorado/Participação        | 643   | 41,84 / 100,00  |

#### Costa
| Partido                 | Partido                        | Votos | %               | +/-   |
| ----------------------- | ------------------------------ | ----- | --------------- | ----- |
|                         | Partido Socialista             | 369   | 29,64 / 100,00  | 22,96 |
|                         | Partido Social Democrata       | 333   | 26,75 / 100,00  | -     |
|                         | Partido Popular                | 165   | 13,25 / 100,00  | -     |
|                         | Bloco de Esquerda              | 150   | 12,05 / 100,00  | 6,73  |
|                         | Coligação Democrática Unitária | 91    | 7,31 / 100,00   | 1,31  |
|                         | Movimento Esperança Portugal   | 15    | 1,20 / 100,00   | Novo  |
|                         | Outros                         | 38    | 3,04 / 100,00   |       |
| Votos Inválidos         | Votos Inválidos                | 84    | 6,75 / 100,00   | 4,38  |
| Total                   | Total                          | 1 245 | 100,00 / 100,00 |       |
| Eleitorado/Participação | Eleitorado/Participação        | 2 852 | 43,65 / 100,00  | 6,29  |

#### Creixomil
| Partido                 | Partido                        | Votos | %               | +/-   |
| ----------------------- | ------------------------------ | ----- | --------------- | ----- |
|                         | Partido Socialista             | 1 028 | 29,55 / 100,00  | 15,11 |
|                         | Partido Social Democrata       | 961   | 27,62 / 100,00  | -     |
|                         | Coligação Democrática Unitária | 423   | 12,16 / 100,00  | 2,09  |
|                         | Partido Popular                | 373   | 10,72 / 100,00  | -     |
|                         | Bloco de Esquerda              | 352   | 10,12 / 100,00  | 6,19  |
|                         | Movimento Esperança Portugal   | 45    | 1,29 / 100,00   | Novo  |
|                         | PCTP/MRPP                      | 39    | 1,12 / 100,00   | 0,12  |
|                         | Outros                         | 54    | 1,55 / 100,00   |       |
| Votos Inválidos         | Votos Inválidos                | 204   | 5,86 / 100,00   | 3,27  |
| Total                   | Total                          | 3 479 | 100,00 / 100,00 |       |
| Eleitorado/Participação | Eleitorado/Participação        | 7 695 | 45,21 / 100,00  | 1,16  |

#### Donim
| Partido                 | Partido                        | Votos | %               | +/-   |
| ----------------------- | ------------------------------ | ----- | --------------- | ----- |
|                         | Partido Social Democrata       | 118   | 39,60 / 100,00  | -     |
|                         | Partido Socialista             | 84    | 28,19 / 100,00  | 19,67 |
|                         | Partido Popular                | 28    | 9,40 / 100,00   | -     |
|                         | Coligação Democrática Unitária | 19    | 6,38 / 100,00   | 5,60  |
|                         | Bloco de Esquerda              | 15    | 5,03 / 100,00   | 1,92  |
|                         | Movimento Esperança Portugal   | 5     | 1,68 / 100,00   | Novo  |
|                         | Partido Popular Monárquico     | 3     | 1,01 / 100,00   | 1,01  |
|                         | Outros                         | 7     | 2,35 / 100,00   |       |
| Votos Inválidos         | Votos Inválidos                | 19    | 6,37 / 100,00   | 0,53  |
| Total                   | Total                          | 298   | 100,00 / 100,00 |       |
| Eleitorado/Participação | Eleitorado/Participação        | 850   | 35,06 / 100,00  | 3,25  |

#### Fermentões
| Partido                 | Partido                        | Votos | %               | +/-   |
| ----------------------- | ------------------------------ | ----- | --------------- | ----- |
|                         | Partido Socialista             | 707   | 39,94 / 100,00  | 18,73 |
|                         | Partido Social Democrata       | 379   | 21,41 / 100,00  | -     |
|                         | Bloco de Esquerda              | 185   | 10,45 / 100,00  | 6,63  |
|                         | Partido Popular                | 151   | 8,53 / 100,00   | -     |
|                         | Coligação Democrática Unitária | 150   | 8,47 / 100,00   | 3,09  |
|                         | PCTP/MRPP                      | 33    | 1,86 / 100,00   | 0,30  |
|                         | Movimento Esperança Portugal   | 22    | 1,24 / 100,00   | Novo  |
|                         | Outros                         | 32    | 1,80 / 100,00   |       |
| Votos Inválidos         | Votos Inválidos                | 111   | 6,27 / 100,00   | 3,58  |
| Total                   | Total                          | 1 770 | 100,00 / 100,00 |       |
| Eleitorado/Participação | Eleitorado/Participação        | 4 259 | 41,56 / 100,00  | 1,10  |

#### Figueiredo
| Partido                 | Partido                        | Votos | %               | +/-  |
| ----------------------- | ------------------------------ | ----- | --------------- | ---- |
|                         | Partido Social Democrata       | 85    | 44,50 / 100,00  | -    |
|                         | Partido Socialista             | 42    | 21,99 / 100,00  | 9,26 |
|                         | Partido Popular                | 35    | 18,32 / 100,00  | -    |
|                         | Bloco de Esquerda              | 9     | 4,71 / 100,00   | 2,83 |
|                         | PCTP/MRPP                      | 3     | 1,57 / 100,00   | 1,57 |
|                         | Coligação Democrática Unitária | 2     | 1,05 / 100,00   | 1,45 |
|                         | Movimento Mérito e Sociedade   | 2     | 1,05 / 100,00   | Novo |
|                         | Outros                         | 2     | 1,04 / 100,00   |      |
| Votos Inválidos         | Votos Inválidos                | 11    | 5,75 / 100,00   | 4,49 |
| Total                   | Total                          | 191   | 100,00 / 100,00 |      |
| Eleitorado/Participação | Eleitorado/Participação        | 377   | 50,66 / 100,00  | 6,22 |

#### Gandarela
| Partido                 | Partido                        | Votos | %               | +/-   |
| ----------------------- | ------------------------------ | ----- | --------------- | ----- |
|                         | Coligação Democrática Unitária | 148   | 31,22 / 100,00  | 7,68  |
|                         | Partido Socialista             | 139   | 29,32 / 100,00  | 20,19 |
|                         | Partido Social Democrata       | 76    | 16,03 / 100,00  | -     |
|                         | Bloco de Esquerda              | 29    | 6,12 / 100,00   | 3,69  |
|                         | Partido Popular                | 26    | 5,49 / 100,00   | -     |
|                         | PCTP/MRPP                      | 20    | 4,22 / 100,00   | 0,82  |
|                         | Outros                         | 14    | 2,94 / 100,00   |       |
| Votos Inválidos         | Votos Inválidos                | 22    | 4,64 / 100,00   | 1,24  |
| Total                   | Total                          | 474   | 100,00 / 100,00 |       |
| Eleitorado/Participação | Eleitorado/Participação        | 995   | 47,64 / 100,00  | 2,37  |

#### Gémeos
| Partido                 | Partido                        | Votos | %               | +/-   |
| ----------------------- | ------------------------------ | ----- | --------------- | ----- |
|                         | Partido Social Democrata       | 60    | 33,15 / 100,00  | -     |
|                         | Partido Socialista             | 52    | 28,73 / 100,00  | 28,57 |
|                         | Partido Popular                | 29    | 16,02 / 100,00  | -     |
|                         | Coligação Democrática Unitária | 10    | 5,52 / 100,00   | 3,83  |
|                         | Bloco de Esquerda              | 9     | 4,97 / 100,00   | 4,97  |
|                         | Movimento Esperança Portugal   | 4     | 2,21 / 100,00   | Novo  |
|                         | PCTP/MRPP                      | 3     | 1,66 / 100,00   | 1,66  |
|                         | Movimento Mérito e Sociedade   | 2     | 1,10 / 100,00   | Novo  |
|                         | Outros                         | 1     | 0,55 / 100,00   |       |
| Votos Inválidos         | Votos Inválidos                | 11    | 6,07 / 100,00   | 1,58  |
| Total                   | Total                          | 181   | 100,00 / 100,00 |       |
| Eleitorado/Participação | Eleitorado/Participação        | 419   | 43,20 / 100,00  | 1,42  |

#### Gominhães
| Partido                 | Partido                        | Votos | %               | +/-   |
| ----------------------- | ------------------------------ | ----- | --------------- | ----- |
|                         | Partido Socialista             | 71    | 36,79 / 100,00  | 27,37 |
|                         | Partido Social Democrata       | 54    | 27,98 / 100,00  | -     |
|                         | Partido Popular                | 21    | 10,88 / 100,00  | -     |
|                         | Coligação Democrática Unitária | 15    | 7,77 / 100,00   | 1,99  |
|                         | Bloco de Esquerda              | 12    | 6,22 / 100,00   | 5,06  |
|                         | PCTP/MRPP                      | 7     | 3,63 / 100,00   | 1,90  |
|                         | Partido Humanista              | 2     | 1,04 / 100,00   | 1,04  |
|                         | Outros                         | 1     | 0,52 / 100,00   |       |
| Votos Inválidos         | Votos Inválidos                | 10    | 5,18 / 100,00   | 3,44  |
| Total                   | Total                          | 193   | 100,00 / 100,00 |       |
| Eleitorado/Participação | Eleitorado/Participação        | 454   | 42,51 / 100,00  | 3,19  |

#### Gonça
| Partido                 | Partido                        | Votos | %               | +/-   |
| ----------------------- | ------------------------------ | ----- | --------------- | ----- |
|                         | Partido Socialista             | 123   | 34,36 / 100,00  | 18,47 |
|                         | Partido Social Democrata       | 117   | 32,68 / 100,00  | -     |
|                         | Partido Popular                | 40    | 11,17 / 100,00  | -     |
|                         | Bloco de Esquerda              | 25    | 6,98 / 100,00   | 6,98  |
|                         | Coligação Democrática Unitária | 17    | 4,75 / 100,00   | 1,92  |
|                         | Partido Popular Monárquico     | 4     | 1,12 / 100,00   | 1,12  |
|                         | Outros                         | 7     | 2,24 / 100,00   |       |
| Votos Inválidos         | Votos Inválidos                | 25    | 6,99 / 100,00   | 5,42  |
| Total                   | Total                          | 358   | 100,00 / 100,00 |       |
| Eleitorado/Participação | Eleitorado/Participação        | 980   | 36,53 / 100,00  | 2,45  |

#### Gondar
| Partido                 | Partido                        | Votos | %               | +/-   |
| ----------------------- | ------------------------------ | ----- | --------------- | ----- |
|                         | Partido Socialista             | 393   | 33,68 / 100,00  | 17,82 |
|                         | Coligação Democrática Unitária | 265   | 22,71 / 100,00  | 3,25  |
|                         | Partido Social Democrata       | 217   | 18,59 / 100,00  | -     |
|                         | Bloco de Esquerda              | 132   | 11,31 / 100,00  | 7,82  |
|                         | Partido Popular                | 58    | 4,97 / 100,00   | -     |
|                         | PCTP/MRPP                      | 26    | 2,23 / 100,00   | 0,03  |
|                         | Outros                         | 20    | 1,72 / 100,00   |       |
| Votos Inválidos         | Votos Inválidos                | 56    | 4,80 / 100,00   | 2,50  |
| Total                   | Total                          | 1 167 | 100,00 / 100,00 |       |
| Eleitorado/Participação | Eleitorado/Participação        | 2 643 | 44,15 / 100,00  | 1,29  |

#### Gondomar
| Partido                 | Partido                        | Votos | %               | +/-   |
| ----------------------- | ------------------------------ | ----- | --------------- | ----- |
|                         | Partido Socialista             | 86    | 39,81 / 100,00  | 24,39 |
|                         | Partido Social Democrata       | 79    | 36,57 / 100,00  | -     |
|                         | Bloco de Esquerda              | 13    | 6,02 / 100,00   | 4,79  |
|                         | Partido Popular                | 13    | 6,02 / 100,00   | -     |
|                         | Coligação Democrática Unitária | 8     | 3,70 / 100,00   | 2,48  |
|                         | Outros                         | 5     | 2,32 / 100,00   |       |
| Votos Inválidos         | Votos Inválidos                | 10    | 4,62 / 100,00   | 2,16  |
| Total                   | Total                          | 216   | 100,00 / 100,00 |       |
| Eleitorado/Participação | Eleitorado/Participação        | 670   | 32,24 / 100,00  | 5,10  |

#### Guardizela
| Partido                 | Partido                        | Votos | %               | +/-   |
| ----------------------- | ------------------------------ | ----- | --------------- | ----- |
|                         | Partido Socialista             | 345   | 38,63 / 100,00  | 18,85 |
|                         | Partido Social Democrata       | 230   | 25,76 / 100,00  | -     |
|                         | Coligação Democrática Unitária | 118   | 13,21 / 100,00  | 3,59  |
|                         | Bloco de Esquerda              | 73    | 8,17 / 100,00   | 5,57  |
|                         | Partido Popular                | 47    | 5,26 / 100,00   | -     |
|                         | PCTP/MRPP                      | 13    | 1,46 / 100,00   | 0,10  |
|                         | Movimento Esperança Portugal   | 10    | 1,01 / 100,00   | Novo  |
|                         | Outros                         | 9     | 1,01 / 100,00   |       |
| Votos Inválidos         | Votos Inválidos                | 49    | 5,48 / 100,00   | 3,66  |
| Total                   | Total                          | 893   | 100,00 / 100,00 |       |
| Eleitorado/Participação | Eleitorado/Participação        | 2 250 | 39,69 / 100,00  | 2,81  |

#### Guimarães - Oliveira do Castelo
| Partido                 | Partido                        | Votos | %               | +/-   |
| ----------------------- | ------------------------------ | ----- | --------------- | ----- |
|                         | Partido Social Democrata       | 530   | 33,52 / 100,00  | -     |
|                         | Partido Socialista             | 408   | 25,81 / 100,00  | 18,38 |
|                         | Partido Popular                | 212   | 13,41 / 100,00  | -     |
|                         | Bloco de Esquerda              | 169   | 10,69 / 100,00  | 5,17  |
|                         | Coligação Democrática Unitária | 118   | 7,46 / 100,00   | 1,81  |
|                         | Movimento Esperança Portugal   | 28    | 1,77 / 100,00   | Novo  |
|                         | PCTP/MRPP                      | 18    | 1,14 / 100,00   | 0,76  |
|                         | Outros                         | 26    | 1,65 / 100,00   |       |
| Votos Inválidos         | Votos Inválidos                | 72    | 4,55 / 100,00   | 0,97  |
| Total                   | Total                          | 1 581 | 100,00 / 100,00 |       |
| Eleitorado/Participação | Eleitorado/Participação        | 3 439 | 45,97 / 100,00  | 1,13  |

#### Guimarães - São Paio
| Partido                 | Partido                        | Votos | %               | +/-   |
| ----------------------- | ------------------------------ | ----- | --------------- | ----- |
|                         | Partido Social Democrata       | 477   | 32,01 / 100,00  | -     |
|                         | Partido Socialista             | 403   | 27,05 / 100,00  | 14,53 |
|                         | Bloco de Esquerda              | 175   | 11,74 / 100,00  | 6,75  |
|                         | Partido Popular                | 170   | 11,41 / 100,00  | -     |
|                         | Coligação Democrática Unitária | 157   | 10,54 / 100,00  | 0,91  |
|                         | PCTP/MRPP                      | 26    | 1,74 / 100,00   | 0,96  |
|                         | Movimento Esperança Portugal   | 17    | 1,14 / 100,00   | Novo  |
|                         | Outros                         | 17    | 1,14 / 100,00   |       |
| Votos Inválidos         | Votos Inválidos                | 48    | 3,22 / 100,00   | 0,72  |
| Total                   | Total                          | 1 490 | 100,00 / 100,00 |       |
| Eleitorado/Participação | Eleitorado/Participação        | 3 447 | 43,23 / 100,00  | 4,94  |

#### Guimarães - São Sebastião
| Partido                 | Partido                        | Votos | %               | +/-   |
| ----------------------- | ------------------------------ | ----- | --------------- | ----- |
|                         | Partido Social Democrata       | 379   | 36,69 / 100,00  | -     |
|                         | Partido Socialista             | 225   | 21,78 / 100,00  | 14,48 |
|                         | Partido Popular                | 162   | 15,68 / 100,00  | -     |
|                         | Bloco de Esquerda              | 109   | 10,55 / 100,00  | 6,53  |
|                         | Coligação Democrática Unitária | 78    | 7,55 / 100,00   | 1,84  |
|                         | Movimento Esperança Portugal   | 21    | 2,03 / 100,00   | Novo  |
|                         | PCTP/MRPP                      | 13    | 1,26 / 100,00   | 0,94  |
|                         | Outros                         | 14    | 1,35 / 100,00   |       |
| Votos Inválidos         | Votos Inválidos                | 32    | 3,09 / 100,00   | 1,25  |
| Total                   | Total                          | 1 033 | 100,00 / 100,00 |       |
| Eleitorado/Participação | Eleitorado/Participação        | 2 042 | 50,59 / 100,00  | 5,39  |

#### Infantas
| Partido                 | Partido                        | Votos | %               | +/-   |
| ----------------------- | ------------------------------ | ----- | --------------- | ----- |
|                         | Partido Socialista             | 234   | 38,61 / 100,00  | 26,28 |
|                         | Partido Social Democrata       | 157   | 25,91 / 100,00  | -     |
|                         | Partido Popular                | 52    | 8,58 / 100,00   | -     |
|                         | Bloco de Esquerda              | 47    | 7,76 / 100,00   | 6,70  |
|                         | Coligação Democrática Unitária | 41    | 6,77 / 100,00   | 3,85  |
|                         | Movimento Esperança Portugal   | 15    | 2,48 / 100,00   | Novo  |
|                         | PCTP/MRPP                      | 9     | 1,49 / 100,00   | 0,96  |
|                         | Outros                         | 17    | 2,82 / 100,00   |       |
| Votos Inválidos         | Votos Inválidos                | 34    | 5,61 / 100,00   | 3,75  |
| Total                   | Total                          | 606   | 100,00 / 100,00 |       |
| Eleitorado/Participação | Eleitorado/Participação        | 1 537 | 39,43 / 100,00  | 12,50 |

#### Leitões
| Partido                 | Partido                        | Votos | %               | +/-   |
| ----------------------- | ------------------------------ | ----- | --------------- | ----- |
|                         | Partido Social Democrata       | 87    | 31,75 / 100,00  | -     |
|                         | Partido Popular                | 66    | 24,09 / 100,00  | -     |
|                         | Partido Socialista             | 65    | 23,72 / 100,00  | 15,75 |
|                         | Bloco de Esquerda              | 19    | 6,93 / 100,00   | 6,05  |
|                         | Coligação Democrática Unitária | 16    | 5,84 / 100,00   | 1,62  |
|                         | PCTP/MRPP                      | 3     | 1,09 / 100,00   | 0,66  |
|                         | Outros                         | 7     | 2,53 / 100,00   |       |
| Votos Inválidos         | Votos Inválidos                | 11    | 4,01 / 100,00   | 3,57  |
| Total                   | Total                          | 274   | 100,00 / 100,00 |       |
| Eleitorado/Participação | Eleitorado/Participação        | 547   | 50,09 / 100,00  | 6,16  |

#### Longos
| Partido                 | Partido                        | Votos | %               | +/-   |
| ----------------------- | ------------------------------ | ----- | --------------- | ----- |
|                         | Partido Social Democrata       | 208   | 42,45 / 100,00  | -     |
|                         | Partido Socialista             | 149   | 30,41 / 100,00  | 15,04 |
|                         | Coligação Democrática Unitária | 46    | 9,39 / 100,00   | 2,38  |
|                         | Partido Popular                | 35    | 7,14 / 100,00   | -     |
|                         | Bloco de Esquerda              | 19    | 3,88 / 100,00   | 3,62  |
|                         | Movimento Esperança Portugal   | 9     | 1,84 / 100,00   | Novo  |
|                         | PCTP/MRPP                      | 6     | 1,22 / 100,00   | 0,34  |
|                         | Outros                         | 3     | 0,60 / 100,00   |       |
| Votos Inválidos         | Votos Inválidos                | 15    | 3,06 / 100,00   | 1,50  |
| Total                   | Total                          | 490   | 100,00 / 100,00 |       |
| Eleitorado/Participação | Eleitorado/Participação        | 1 517 | 32,30 / 100,00  | 1,20  |

#### Lordelo
| Partido                 | Partido                        | Votos | %               | +/-   |
| ----------------------- | ------------------------------ | ----- | --------------- | ----- |
|                         | Partido Socialista             | 679   | 41,91 / 100,00  | 13,11 |
|                         | Partido Social Democrata       | 438   | 27,04 / 100,00  | -     |
|                         | Bloco de Esquerda              | 125   | 7,72 / 100,00   | 6,28  |
|                         | Coligação Democrática Unitária | 121   | 7,47 / 100,00   | 1,45  |
|                         | Partido Popular                | 114   | 7,04 / 100,00   | -     |
|                         | PCTP/MRPP                      | 25    | 1,54 / 100,00   | 0,38  |
|                         | Movimento Esperança Portugal   | 21    | 1,30 / 100,00   | Novo  |
|                         | Outros                         | 30    | 1,86 / 100,00   |       |
| Votos Inválidos         | Votos Inválidos                | 67    | 4,14 / 100,00   | 2,36  |
| Total                   | Total                          | 1 620 | 100,00 / 100,00 |       |
| Eleitorado/Participação | Eleitorado/Participação        | 4 081 | 39,70 / 100,00  | 1,80  |

#### Mascotelos
| Partido                 | Partido                        | Votos | %               | +/-   |
| ----------------------- | ------------------------------ | ----- | --------------- | ----- |
|                         | Partido Socialista             | 181   | 32,79 / 100,00  | 21,63 |
|                         | Partido Social Democrata       | 134   | 24,28 / 100,00  | -     |
|                         | Bloco de Esquerda              | 66    | 11,96 / 100,00  | 8,14  |
|                         | Coligação Democrática Unitária | 64    | 11,59 / 100,00  | 4,19  |
|                         | Partido Popular                | 40    | 7,25 / 100,00   | -     |
|                         | PCTP/MRPP                      | 12    | 2,17 / 100,00   | 0,02  |
|                         | Partido da Terra               | 6     | 1,09 / 100,00   | 1,09  |
|                         | Outros                         | 13    | 2,34 / 100,00   |       |
| Votos Inválidos         | Votos Inválidos                | 36    | 6,52 / 100,00   | 4,61  |
| Total                   | Total                          | 552   | 100,00 / 100,00 |       |
| Eleitorado/Participação | Eleitorado/Participação        | 1 131 | 48,81 / 100,00  | 5,35  |

#### Mesão Frio
| Partido                 | Partido                        | Votos | %               | +/-   |
| ----------------------- | ------------------------------ | ----- | --------------- | ----- |
|                         | Partido Social Democrata       | 495   | 31,79 / 100,00  | -     |
|                         | Partido Socialista             | 408   | 26,20 / 100,00  | 18,18 |
|                         | Partido Popular                | 187   | 12,01 / 100,00  | -     |
|                         | Bloco de Esquerda              | 186   | 11,95 / 100,00  | 8,61  |
|                         | Coligação Democrática Unitária | 129   | 8,29 / 100,00   | 3,46  |
|                         | PCTP/MRPP                      | 16    | 1,03 / 100,00   | 0,33  |
|                         | Outros                         | 35    | 2,25 / 100,00   |       |
| Votos Inválidos         | Votos Inválidos                | 101   | 6,48 / 100,00   | 3,23  |
| Total                   | Total                          | 1 557 | 100,00 / 100,00 |       |
| Eleitorado/Participação | Eleitorado/Participação        | 3 436 | 45,31 / 100,00  | 4,61  |

#### Moreira de Cónegos
| Partido                 | Partido                        | Votos | %               | +/-   |
| ----------------------- | ------------------------------ | ----- | --------------- | ----- |
|                         | Partido Socialista             | 851   | 44,77 / 100,00  | 16,30 |
|                         | Partido Social Democrata       | 349   | 18,36 / 100,00  | -     |
|                         | Coligação Democrática Unitária | 290   | 15,26 / 100,00  | 0,92  |
|                         | Bloco de Esquerda              | 157   | 8,26 / 100,00   | 5,92  |
|                         | Partido Popular                | 102   | 5,37 / 100,00   | -     |
|                         | PCTP/MRPP                      | 21    | 1,10 / 100,00   | 0,43  |
|                         | Outros                         | 56    | 2,95 / 100,00   |       |
| Votos Inválidos         | Votos Inválidos                | 75    | 3,95 / 100,00   | 2,09  |
| Total                   | Total                          | 1 901 | 100,00 / 100,00 |       |
| Eleitorado/Participação | Eleitorado/Participação        | 4 855 | 39,16 / 100,00  | 0,06  |

#### Nespereira
| Partido                 | Partido                        | Votos | %               | +/-   |
| ----------------------- | ------------------------------ | ----- | --------------- | ----- |
|                         | Partido Socialista             | 396   | 40,20 / 100,00  | 23,40 |
|                         | Partido Social Democrata       | 236   | 23,96 / 100,00  | -     |
|                         | Bloco de Esquerda              | 98    | 9,95 / 100,00   | 7,82  |
|                         | Coligação Democrática Unitária | 85    | 8,63 / 100,00   | 3,30  |
|                         | Partido Popular                | 67    | 6,80 / 100,00   | -     |
|                         | PCTP/MRPP                      | 22    | 2,23 / 100,00   | 1,03  |
|                         | Outros                         | 26    | 2,43 / 100,00   |       |
| Votos Inválidos         | Votos Inválidos                | 55    | 5,59 / 100,00   | 3,72  |
| Total                   | Total                          | 985   | 100,00 / 100,00 |       |
| Eleitorado/Participação | Eleitorado/Participação        | 2 243 | 43,91 / 100,00  | 6,73  |

#### Oleiros
| Partido                 | Partido                        | Votos | %               | +/-   |
| ----------------------- | ------------------------------ | ----- | --------------- | ----- |
|                         | Partido Social Democrata       | 94    | 38,37 / 100,00  | -     |
|                         | Partido Popular                | 68    | 27,76 / 100,00  | -     |
|                         | Partido Socialista             | 57    | 23,27 / 100,00  | 16,64 |
|                         | Bloco de Esquerda              | 9     | 3,67 / 100,00   | 2,26  |
|                         | Coligação Democrática Unitária | 3     | 1,22 / 100,00   | 0,75  |
|                         | Outros                         | 3     | 1,23 / 100,00   |       |
| Votos Inválidos         | Votos Inválidos                | 11    | 4,49 / 100,00   | 3,08  |
| Total                   | Total                          | 245   | 100,00 / 100,00 |       |
| Eleitorado/Participação | Eleitorado/Participação        | 472   | 51,91 / 100,00  | 4,47  |

#### Pencelo
| Partido                 | Partido                        | Votos | %               | +/-   |
| ----------------------- | ------------------------------ | ----- | --------------- | ----- |
|                         | Partido Socialista             | 165   | 36,03 / 100,00  | 18,39 |
|                         | Partido Social Democrata       | 96    | 20,96 / 100,00  | -     |
|                         | Coligação Democrática Unitária | 64    | 13,97 / 100,00  | 2,86  |
|                         | Partido Popular                | 51    | 11,14 / 100,00  | -     |
|                         | Bloco de Esquerda              | 38    | 8,30 / 100,00   | 6,31  |
|                         | Movimento Esperança Portugal   | 10    | 2,18 / 100,00   | Novo  |
|                         | Movimento Mérito e Sociedade   | 7     | 1,53 / 100,00   | Novo  |
|                         | PCTP/MRPP                      | 5     | 1,09 / 100,00   | 0,05  |
|                         | Outros                         | 6     | 1,32 / 100,00   |       |
| Votos Inválidos         | Votos Inválidos                | 16    | 3,50 / 100,00   | 0,37  |
| Total                   | Total                          | 458   | 100,00 / 100,00 |       |
| Eleitorado/Participação | Eleitorado/Participação        | 1 142 | 40,11 / 100,00  | 7,73  |

#### Pinheiro
| Partido                 | Partido                        | Votos | %               | +/-   |
| ----------------------- | ------------------------------ | ----- | --------------- | ----- |
|                         | Partido Socialista             | 220   | 43,74 / 100,00  | 18,68 |
|                         | Partido Social Democrata       | 104   | 20,68 / 100,00  | -     |
|                         | Partido Popular                | 46    | 9,15 / 100,00   | -     |
|                         | Coligação Democrática Unitária | 42    | 8,35 / 100,00   | 3,13  |
|                         | Bloco de Esquerda              | 30    | 5,96 / 100,00   | 4,50  |
|                         | PCTP/MRPP                      | 7     | 1,39 / 100,00   | 0,35  |
|                         | Movimento Esperança Portugal   | 6     | 1,19 / 100,00   | Novo  |
|                         | Partido Humanista              | 6     | 1,19 / 100,00   | 0,56  |
|                         | Outros                         | 15    | 3,00 / 100,00   |       |
| Votos Inválidos         | Votos Inválidos                | 27    | 5,37 / 100,00   | 2,45  |
| Total                   | Total                          | 503   | 100,00 / 100,00 |       |
| Eleitorado/Participação | Eleitorado/Participação        | 1 082 | 46,49 / 100,00  | 1,36  |

#### Polvoreira
| Partido                 | Partido                        | Votos | %               | +/-   |
| ----------------------- | ------------------------------ | ----- | --------------- | ----- |
|                         | Partido Socialista             | 781   | 49,46 / 100,00  | 15,15 |
|                         | Partido Social Democrata       | 335   | 21,22 / 100,00  | -     |
|                         | Bloco de Esquerda              | 129   | 8,17 / 100,00   | 5,63  |
|                         | Coligação Democrática Unitária | 100   | 6,33 / 100,00   | 1,55  |
|                         | Partido Popular                | 97    | 6,14 / 100,00   | -     |
|                         | PCTP/MRPP                      | 28    | 1,77 / 100,00   | 0,69  |
|                         | Movimento Esperança Portugal   | 16    | 1,01 / 100,00   | Novo  |
|                         | Outros                         | 34    | 2,15 / 100,00   |       |
| Votos Inválidos         | Votos Inválidos                | 59    | 3,74 / 100,00   | 1,43  |
| Total                   | Total                          | 1 579 | 100,00 / 100,00 |       |
| Eleitorado/Participação | Eleitorado/Participação        | 3 592 | 43,96 / 100,00  | 6,69  |

#### Ponte
| Partido                 | Partido                        | Votos | %               | +/-   |
| ----------------------- | ------------------------------ | ----- | --------------- | ----- |
|                         | Partido Socialista             | 671   | 35,19 / 100,00  | 20,02 |
|                         | Partido Social Democrata       | 429   | 22,50 / 100,00  | -     |
|                         | Coligação Democrática Unitária | 238   | 12,48 / 100,00  | 4,70  |
|                         | Bloco de Esquerda              | 193   | 10,12 / 100,00  | 7,49  |
|                         | Partido Popular                | 152   | 7,97 / 100,00   | -     |
|                         | PCTP/MRPP                      | 42    | 2,20 / 100,00   | 0,91  |
|                         | Movimento Esperança Portugal   | 27    | 1,42 / 100,00   | Novo  |
|                         | Outros                         | 40    | 2,63 / 100,00   |       |
| Votos Inválidos         | Votos Inválidos                | 105   | 5,51 / 100,00   | 3,01  |
| Total                   | Total                          | 1 907 | 100,00 / 100,00 |       |
| Eleitorado/Participação | Eleitorado/Participação        | 5 324 | 35,82 / 100,00  | 2,71  |

#### Prazins Santa Eufémia
| Partido                 | Partido                        | Votos | %               | +/-   |
| ----------------------- | ------------------------------ | ----- | --------------- | ----- |
|                         | Partido Socialista             | 141   | 33,49 / 100,00  | 15,14 |
|                         | Partido Social Democrata       | 128   | 30,40 / 100,00  | -     |
|                         | Coligação Democrática Unitária | 38    | 9,03 / 100,00   | 1,65  |
|                         | Partido Popular                | 37    | 8,79 / 100,00   | -     |
|                         | Bloco de Esquerda              | 27    | 6,41 / 100,00   | 5,86  |
|                         | PCTP/MRPP                      | 5     | 1,19 / 100,00   | 0,37  |
|                         | Outros                         | 16    | 3,81 / 100,00   |       |
| Votos Inválidos         | Votos Inválidos                | 29    | 6,89 / 100,00   | 4,43  |
| Total                   | Total                          | 421   | 100,00 / 100,00 |       |
| Eleitorado/Participação | Eleitorado/Participação        | 1 102 | 38,20 / 100,00  | 0,25  |

#### Prazins Santo Tirso
| Partido                 | Partido                        | Votos | %               | +/-   |
| ----------------------- | ------------------------------ | ----- | --------------- | ----- |
|                         | Partido Social Democrata       | 101   | 33,01 / 100,00  | -     |
|                         | Partido Socialista             | 75    | 24,51 / 100,00  | 34,50 |
|                         | Partido Popular                | 35    | 11,44 / 100,00  | -     |
|                         | Coligação Democrática Unitária | 26    | 8,50 / 100,00   | 5,35  |
|                         | Bloco de Esquerda              | 21    | 6,86 / 100,00   | 5,51  |
|                         | PCTP/MRPP                      | 6     | 1,96 / 100,00   | 1,51  |
|                         | Movimento Mérito e Sociedade   | 4     | 1,31 / 100,00   | Novo  |
|                         | Partido Popular Monárquico     | 4     | 1,31 / 100,00   | 0,49  |
|                         | Outros                         | 10    | 3,27 / 100,00   |       |
| Votos Inválidos         | Votos Inválidos                | 24    | 7,85 / 100,00   | 7,40  |
| Total                   | Total                          | 306   | 100,00 / 100,00 |       |
| Eleitorado/Participação | Eleitorado/Participação        | 826   | 37,18 / 100,00  | 3,34  |

#### Rendufe
| Partido                 | Partido                        | Votos | %               | +/-   |
| ----------------------- | ------------------------------ | ----- | --------------- | ----- |
|                         | Partido Socialista             | 69    | 37,10 / 100,00  | 32,50 |
|                         | Partido Social Democrata       | 41    | 22,04 / 100,00  | -     |
|                         | Coligação Democrática Unitária | 21    | 11,29 / 100,00  | 10,49 |
|                         | Bloco de Esquerda              | 17    | 9,14 / 100,00   | 7,54  |
|                         | Partido Popular                | 14    | 7,53 / 100,00   | -     |
|                         | PCTP/MRPP                      | 4     | 2,15 / 100,00   | 1,35  |
|                         | Partido da Terra               | 2     | 1,08 / 100,00   | 1,08  |
|                         | Partido Popular Monárquico     | 2     | 1,08 / 100,00   | 1,08  |
|                         | Partido Humanista              | 2     | 1,08 / 100,00   | 1,08  |
|                         | Outros                         | 0     | 0,00 / 100,00   |       |
| Votos Inválidos         | Votos Inválidos                | 14    | 7,52 / 100,00   | 2,72  |
| Total                   | Total                          | 186   | 100,00 / 100,00 |       |
| Eleitorado/Participação | Eleitorado/Participação        | 680   | 27,35 / 100,00  | 4,87  |

#### Ronfe
| Partido                 | Partido                        | Votos | %               | +/-   |
| ----------------------- | ------------------------------ | ----- | --------------- | ----- |
|                         | Partido Socialista             | 595   | 30,88 / 100,00  | 20,23 |
|                         | Partido Social Democrata       | 567   | 29,42 / 100,00  | -     |
|                         | Partido Popular                | 229   | 11,88 / 100,00  | -     |
|                         | Bloco de Esquerda              | 197   | 10,22 / 100,00  | 5,79  |
|                         | Coligação Democrática Unitária | 164   | 8,51 / 100,00   | 2,81  |
|                         | PCTP/MRPP                      | 32    | 1,66 / 100,00   | 0,48  |
|                         | Outros                         | 51    | 2,64 / 100,00   |       |
| Votos Inválidos         | Votos Inválidos                | 92    | 4,78 / 100,00   | 2,36  |
| Total                   | Total                          | 1 927 | 100,00 / 100,00 |       |
| Eleitorado/Participação | Eleitorado/Participação        | 4 084 | 47,18 / 100,00  | 4,63  |

#### Sande São Clemente
| Partido                 | Partido                        | Votos | %               | +/-   |
| ----------------------- | ------------------------------ | ----- | --------------- | ----- |
|                         | Partido Social Democrata       | 219   | 34,33 / 100,00  | -     |
|                         | Partido Socialista             | 203   | 31,82 / 100,00  | 11,48 |
|                         | Partido Popular                | 77    | 12,07 / 100,00  | -     |
|                         | Coligação Democrática Unitária | 49    | 7,68 / 100,00   | 3,64  |
|                         | Bloco de Esquerda              | 37    | 5,80 / 100,00   | 4,18  |
|                         | PCTP/MRPP                      | 8     | 1,25 / 100,00   | 0,44  |
|                         | Outros                         | 17    | 2,66 / 100,00   |       |
| Votos Inválidos         | Votos Inválidos                | 28    | 4,39 / 100,00   | 1,48  |
| Total                   | Total                          | 638   | 100,00 / 100,00 |       |
| Eleitorado/Participação | Eleitorado/Participação        | 1 581 | 40,35 / 100,00  | 4,09  |

#### Sande São Lourenço
| Partido                 | Partido                        | Votos | %               | +/-   |
| ----------------------- | ------------------------------ | ----- | --------------- | ----- |
|                         | Partido Social Democrata       | 172   | 46,49 / 100,00  | -     |
|                         | Partido Socialista             | 116   | 31,35 / 100,00  | 15,37 |
|                         | Partido Popular                | 23    | 6,22 / 100,00   | -     |
|                         | Coligação Democrática Unitária | 17    | 4,59 / 100,00   | 3,22  |
|                         | Bloco de Esquerda              | 15    | 4,05 / 100,00   | 2,96  |
|                         | Outros                         | 6     | 1,62 / 100,00   |       |
| Votos Inválidos         | Votos Inválidos                | 21    | 5,67 / 100,00   | 3,48  |
| Total                   | Total                          | 370   | 100,00 / 100,00 |       |
| Eleitorado/Participação | Eleitorado/Participação        | 1 228 | 30,13 / 100,00  | 5,03  |

#### Sande São Martinho
| Partido                 | Partido                        | Votos | %               | +/-   |
| ----------------------- | ------------------------------ | ----- | --------------- | ----- |
|                         | Partido Social Democrata       | 396   | 37,54 / 100,00  | -     |
|                         | Partido Socialista             | 316   | 29,95 / 100,00  | 16,08 |
|                         | Partido Popular                | 87    | 8,25 / 100,00   | -     |
|                         | Coligação Democrática Unitária | 69    | 6,54 / 100,00   | 3,75  |
|                         | Bloco de Esquerda              | 59    | 5,59 / 100,00   | 4,56  |
|                         | PCTP/MRPP                      | 29    | 2,75 / 100,00   | 1,51  |
|                         | Movimento Esperança Portugal   | 12    | 1,14 / 100,00   | Novo  |
|                         | Outros                         | 31    | 2,93 / 100,00   |       |
| Votos Inválidos         | Votos Inválidos                | 56    | 5,31 / 100,00   | 3,25  |
| Total                   | Total                          | 1 055 | 100,00 / 100,00 |       |
| Eleitorado/Participação | Eleitorado/Participação        | 2 767 | 38,13 / 100,00  | 0,58  |

#### Sande Vila Nova
| Partido                 | Partido                        | Votos | %               | +/-   |
| ----------------------- | ------------------------------ | ----- | --------------- | ----- |
|                         | Partido Socialista             | 256   | 33,16 / 100,00  | 19,11 |
|                         | Partido Social Democrata       | 235   | 30,44 / 100,00  | -     |
|                         | Partido Popular                | 100   | 12,95 / 100,00  | -     |
|                         | Coligação Democrática Unitária | 70    | 9,07 / 100,00   | 4,09  |
|                         | Bloco de Esquerda              | 56    | 7,25 / 100,00   | 4,76  |
|                         | Outros                         | 26    | 3,38 / 100,00   |       |
| Votos Inválidos         | Votos Inválidos                | 29    | 3,76 / 100,00   | 0,98  |
| Total                   | Total                          | 772   | 100,00 / 100,00 |       |
| Eleitorado/Participação | Eleitorado/Participação        | 1 738 | 44,42 / 100,00  | 0,16  |

#### São Faustino
| Partido                 | Partido                        | Votos | %               | +/-   |
| ----------------------- | ------------------------------ | ----- | --------------- | ----- |
|                         | Partido Socialista             | 121   | 35,48 / 100,00  | 16,00 |
|                         | Partido Social Democrata       | 112   | 32,84 / 100,00  | -     |
|                         | Partido Popular                | 33    | 9,68 / 100,00   | -     |
|                         | Bloco de Esquerda              | 23    | 6,74 / 100,00   | 4,52  |
|                         | Coligação Democrática Unitária | 21    | 6,16 / 100,00   | 0,97  |
|                         | Movimento Esperança Portugal   | 5     | 1,47 / 100,00   | Novo  |
|                         | PCTP/MRPP                      | 5     | 1,47 / 100,00   | 1,10  |
|                         | Outros                         | 9     | 2,64 / 100,00   |       |
| Votos Inválidos         | Votos Inválidos                | 12    | 3,52 / 100,00   | 0,56  |
| Total                   | Total                          | 341   | 100,00 / 100,00 |       |
| Eleitorado/Participação | Eleitorado/Participação        | 873   | 39,06 / 100,00  | 5,35  |

#### São Torcato
| Partido                 | Partido                        | Votos | %               | +/-   |
| ----------------------- | ------------------------------ | ----- | --------------- | ----- |
|                         | Partido Socialista             | 433   | 37,10 / 100,00  | 20,99 |
|                         | Partido Social Democrata       | 331   | 28,36 / 100,00  | -     |
|                         | Bloco de Esquerda              | 98    | 8,40 / 100,00   | 6,62  |
|                         | Coligação Democrática Unitária | 86    | 7,37 / 100,00   | 0,82  |
|                         | Partido Popular                | 83    | 7,11 / 100,00   | -     |
|                         | Movimento Esperança Portugal   | 21    | 1,80 / 100,00   | Novo  |
|                         | PCTP/MRPP                      | 16    | 1,37 / 100,00   | 0,53  |
|                         | Movimento Mérito e Sociedade   | 13    | 1,11 / 100,00   | Novo  |
|                         | Outros                         | 24    | 2,06 / 100,00   |       |
| Votos Inválidos         | Votos Inválidos                | 62    | 5,32 / 100,00   | 1,39  |
| Total                   | Total                          | 1 167 | 100,00 / 100,00 |       |
| Eleitorado/Participação | Eleitorado/Participação        | 3 307 | 35,29 / 100,00  | 0,97  |

#### Selho São Cristóvão
| Partido                 | Partido                        | Votos | %               | +/-   |
| ----------------------- | ------------------------------ | ----- | --------------- | ----- |
|                         | Partido Socialista             | 341   | 35,45 / 100,00  | 17,58 |
|                         | Partido Social Democrata       | 219   | 22,77 / 100,00  | -     |
|                         | Coligação Democrática Unitária | 162   | 16,84 / 100,00  | 2,28  |
|                         | Bloco de Esquerda              | 109   | 11,33 / 100,00  | 7,20  |
|                         | Partido Popular                | 55    | 5,72 / 100,00   | -     |
|                         | Movimento Esperança Portugal   | 10    | 1,04 / 100,00   | Novo  |
|                         | Outros                         | 27    | 2,81 / 100,00   |       |
| Votos Inválidos         | Votos Inválidos                | 39    | 4,05 / 100,00   | 2,47  |
| Total                   | Total                          | 962   | 100,00 / 100,00 |       |
| Eleitorado/Participação | Eleitorado/Participação        | 2 283 | 42,14 / 100,00  | 3,51  |

#### Selho São Jorge
| Partido                 | Partido                        | Votos | %               | +/-   |
| ----------------------- | ------------------------------ | ----- | --------------- | ----- |
|                         | Partido Socialista             | 766   | 32,32 / 100,00  | 13,48 |
|                         | Partido Social Democrata       | 500   | 21,10 / 100,00  | -     |
|                         | Coligação Democrática Unitária | 412   | 17,38 / 100,00  | 0,50  |
|                         | Bloco de Esquerda              | 277   | 11,69 / 100,00  | 7,59  |
|                         | Partido Popular                | 188   | 7,93 / 100,00   | -     |
|                         | PCTP/MRPP                      | 43    | 1,81 / 100,00   | 0,19  |
|                         | Outros                         | 53    | 2,24 / 100,00   |       |
| Votos Inválidos         | Votos Inválidos                | 131   | 5,53 / 100,00   | 3,08  |
| Total                   | Total                          | 2 370 | 100,00 / 100,00 |       |
| Eleitorado/Participação | Eleitorado/Participação        | 5 078 | 46,67 / 100,00  | 0,02  |

#### Selho São Lourenço
| Partido                 | Partido                        | Votos | %               | +/-   |
| ----------------------- | ------------------------------ | ----- | --------------- | ----- |
|                         | Partido Socialista             | 287   | 41,72 / 100,00  | 27,42 |
|                         | Partido Social Democrata       | 148   | 21,51 / 100,00  | -     |
|                         | Coligação Democrática Unitária | 65    | 9,45 / 100,00   | 4,88  |
|                         | Bloco de Esquerda              | 59    | 8,58 / 100,00   | 5,15  |
|                         | Partido Popular                | 51    | 7,41 / 100,00   | -     |
|                         | PCTP/MRPP                      | 18    | 2,62 / 100,00   | 2,24  |
|                         | Movimento Esperança Portugal   | 7     | 1,02 / 100,00   | Novo  |
|                         | Outros                         | 13    | 1,91 / 100,00   |       |
| Votos Inválidos         | Votos Inválidos                | 40    | 5,81 / 100,00   | 3,14  |
| Total                   | Total                          | 688   | 100,00 / 100,00 |       |
| Eleitorado/Participação | Eleitorado/Participação        | 1 608 | 42,79 / 100,00  | 3,67  |

#### Serzedelo
| Partido                 | Partido                        | Votos | %               | +/-   |
| ----------------------- | ------------------------------ | ----- | --------------- | ----- |
|                         | Partido Socialista             | 557   | 38,28 / 100,00  | 20,06 |
|                         | Coligação Democrática Unitária | 247   | 16,98 / 100,00  | 1,32  |
|                         | Partido Social Democrata       | 237   | 16,29 / 100,00  | -     |
|                         | Bloco de Esquerda              | 173   | 11,89 / 100,00  | 9,30  |
|                         | Partido Popular                | 96    | 6,60 / 100,00   | -     |
|                         | PCTP/MRPP                      | 27    | 1,86 / 100,00   | 0,69  |
|                         | Outros                         | 29    | 2,00 / 100,00   |       |
| Votos Inválidos         | Votos Inválidos                | 89    | 6,12 / 100,00   | 4,44  |
| Total                   | Total                          | 1 455 | 100,00 / 100,00 |       |
| Eleitorado/Participação | Eleitorado/Participação        | 3 581 | 40,63 / 100,00  | 0,48  |

#### Serzedo
| Partido                 | Partido                        | Votos | %               | +/-   |
| ----------------------- | ------------------------------ | ----- | --------------- | ----- |
|                         | Partido Socialista             | 192   | 40,94 / 100,00  | 10,28 |
|                         | Partido Social Democrata       | 160   | 34,12 / 100,00  | -     |
|                         | Partido Popular                | 47    | 10,02 / 100,00  | -     |
|                         | Coligação Democrática Unitária | 25    | 5,33 / 100,00   | 3,10  |
|                         | Bloco de Esquerda              | 15    | 3,20 / 100,00   | 1,31  |
|                         | Outros                         | 15    | 3,20 / 100,00   |       |
| Votos Inválidos         | Votos Inválidos                | 15    | 3,20 / 100,00   | 0,30  |
| Total                   | Total                          | 469   | 100,00 / 100,00 |       |
| Eleitorado/Participação | Eleitorado/Participação        | 1 201 | 39,05 / 100,00  | 1,95  |

#### Silvares
| Partido                 | Partido                        | Votos | %               | +/-   |
| ----------------------- | ------------------------------ | ----- | --------------- | ----- |
|                         | Partido Socialista             | 289   | 34,36 / 100,00  | 19,72 |
|                         | Partido Social Democrata       | 231   | 27,47 / 100,00  | -     |
|                         | Coligação Democrática Unitária | 95    | 11,30 / 100,00  | 2,99  |
|                         | Partido Popular                | 85    | 10,11 / 100,00  | -     |
|                         | Bloco de Esquerda              | 65    | 7,73 / 100,00   | 5,77  |
|                         | PCTP/MRPP                      | 15    | 1,78 / 100,00   | 0,87  |
|                         | Outros                         | 17    | 2,03 / 100,00   |       |
| Votos Inválidos         | Votos Inválidos                | 44    | 5,23 / 100,00   | 3,12  |
| Total                   | Total                          | 841   | 100,00 / 100,00 |       |
| Eleitorado/Participação | Eleitorado/Participação        | 1 986 | 42,35 / 100,00  | 4,59  |

#### Souto Santa Maria
| Partido                 | Partido                        | Votos | %               | +/-   |
| ----------------------- | ------------------------------ | ----- | --------------- | ----- |
|                         | Partido Socialista             | 104   | 38,95 / 100,00  | 24,61 |
|                         | Partido Social Democrata       | 84    | 31,46 / 100,00  | -     |
|                         | Partido Popular                | 23    | 8,61 / 100,00   | -     |
|                         | Coligação Democrática Unitária | 16    | 5,99 / 100,00   | 3,87  |
|                         | Bloco de Esquerda              | 11    | 4,12 / 100,00   | 3,60  |
|                         | Movimento Esperança Portugal   | 4     | 1,50 / 100,00   | Novo  |
|                         | PCTP/MRPP                      | 3     | 1,12 / 100,00   | 0,57  |
|                         | Movimento Mérito e Sociedade   | 3     | 1,12 / 100,00   | Novo  |
|                         | Outros                         | 5     | 1,86 / 100,00   |       |
| Votos Inválidos         | Votos Inválidos                | 14    | 5,25 / 100,00   | 3,13  |
| Total                   | Total                          | 267   | 100,00 / 100,00 |       |
| Eleitorado/Participação | Eleitorado/Participação        | 766   | 34,86 / 100,00  | 0,31  |

#### Souto São Salvador
| Partido                 | Partido                        | Votos | %               | +/-   |
| ----------------------- | ------------------------------ | ----- | --------------- | ----- |
|                         | Partido Social Democrata       | 117   | 40,34 / 100,00  | -     |
|                         | Partido Socialista             | 73    | 25,17 / 100,00  | 28,35 |
|                         | Partido Popular                | 31    | 10,69 / 100,00  | -     |
|                         | Bloco de Esquerda              | 18    | 6,21 / 100,00   | 4,80  |
|                         | Coligação Democrática Unitária | 15    | 5,17 / 100,00   | 3,76  |
|                         | Movimento Esperança Portugal   | 9     | 3,10 / 100,00   | Novo  |
|                         | PCTP/MRPP                      | 5     | 1,72 / 100,00   | 0,31  |
|                         | Outros                         | 6     | 2,06 / 100,00   |       |
| Votos Inválidos         | Votos Inválidos                | 16    | 5,51 / 100,00   | 3,16  |
| Total                   | Total                          | 290   | 100,00 / 100,00 |       |
| Eleitorado/Participação | Eleitorado/Participação        | 920   | 31,52 / 100,00  | 4,76  |

#### Tabuadelo
| Partido                 | Partido                        | Votos | %               | +/-   |
| ----------------------- | ------------------------------ | ----- | --------------- | ----- |
|                         | Partido Socialista             | 252   | 37,78 / 100,00  | 10,99 |
|                         | Partido Social Democrata       | 209   | 31,33 / 100,00  | -     |
|                         | Bloco de Esquerda              | 58    | 8,70 / 100,00   | 6,04  |
|                         | Partido Popular                | 51    | 7,65 / 100,00   | -     |
|                         | Coligação Democrática Unitária | 43    | 6,45 / 100,00   | 1,90  |
|                         | PCTP/MRPP                      | 10    | 1,50 / 100,00   | 0,17  |
|                         | Outros                         | 18    | 2,70 / 100,00   |       |
| Votos Inválidos         | Votos Inválidos                | 26    | 3,90 / 100,00   | 0,86  |
| Total                   | Total                          | 667   | 100,00 / 100,00 |       |
| Eleitorado/Participação | Eleitorado/Participação        | 1 466 | 45,50 / 100,00  | 3,61  |

#### Urgezes
| Partido                 | Partido                        | Votos | %               | +/-   |
| ----------------------- | ------------------------------ | ----- | --------------- | ----- |
|                         | Partido Socialista             | 717   | 32,91 / 100,00  | 15,79 |
|                         | Partido Social Democrata       | 611   | 28,04 / 100,00  | -     |
|                         | Partido Popular                | 254   | 11,66 / 100,00  | -     |
|                         | Bloco de Esquerda              | 227   | 10,42 / 100,00  | 5,84  |
|                         | Coligação Democrática Unitária | 154   | 7,07 / 100,00   | 1,99  |
|                         | Movimento Esperança Portugal   | 25    | 1,15 / 100,00   | Novo  |
|                         | Outros                         | 68    | 3,13 / 100,00   |       |
| Votos Inválidos         | Votos Inválidos                | 123   | 5,64 / 100,00   | 3,15  |
| Total                   | Total                          | 2 179 | 100,00 / 100,00 |       |
| Eleitorado/Participação | Eleitorado/Participação        | 4 806 | 45,34 / 100,00  | 2,47  |

#### Vermil
| Partido                 | Partido                        | Votos | %               | +/-  |
| ----------------------- | ------------------------------ | ----- | --------------- | ---- |
|                         | Partido Social Democrata       | 239   | 38,67 / 100,00  | -    |
|                         | Partido Socialista             | 137   | 22,17 / 100,00  | 8,51 |
|                         | Partido Popular                | 117   | 18,93 / 100,00  | -    |
|                         | Bloco de Esquerda              | 37    | 5,99 / 100,00   | 3,17 |
|                         | Coligação Democrática Unitária | 29    | 4,69 / 100,00   | 0,87 |
|                         | Movimento Esperança Portugal   | 7     | 1,13 / 100,00   | Novo |
|                         | Outros                         | 16    | 2,59 / 100,00   |      |
| Votos Inválidos         | Votos Inválidos                | 36    | 5,82 / 100,00   | 2,19 |
| Total                   | Total                          | 618   | 100,00 / 100,00 |      |
| Eleitorado/Participação | Eleitorado/Participação        | 1 117 | 55,33 / 100,00  | 7,36 |